# فوکودومی، ساگا
فوکودومی، ساگا (به لاتین: Fukudomi) یک منطقهٔ مسکونی در ژاپن است که در کیوشو واقع شده‌است. فوکودومی ۵٬۶۸۶ نفر جمعیت دارد.